# Gambusia longispinis
Gambusia longispinis é uma espécie de peixe da família Poeciliidae.
É endémica do México.